# Exochus grandis
Exochus grandis är en stekelart som beskrevs av Valentina I. Tolkanitz 2003. Exochus grandis ingår i släktet Exochus och familjen brokparasitsteklar. Inga underarter finns listade i Catalogue of Life.